# 15 Wielkopolska Dywizja Piechoty

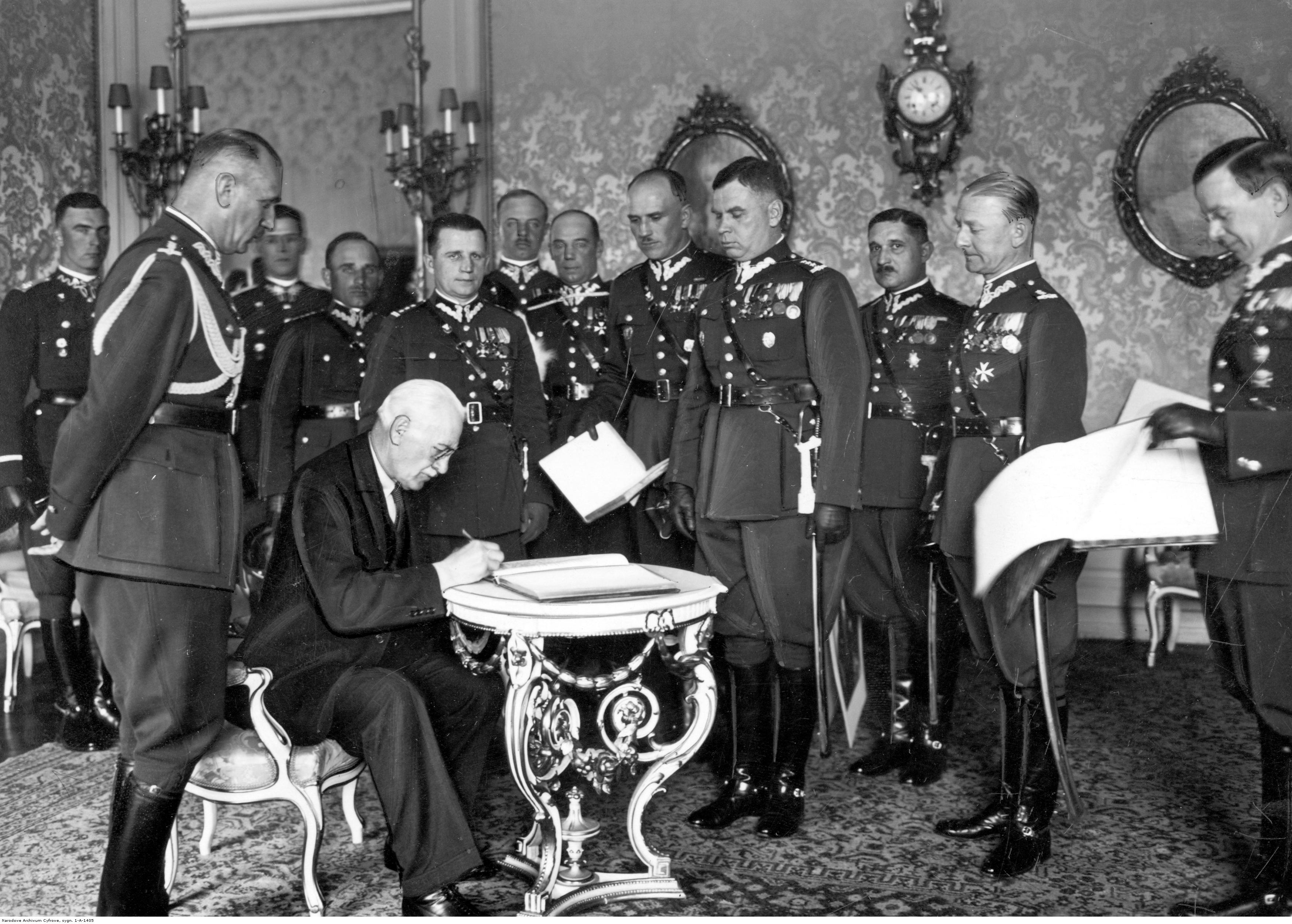
Delegacja 15 Dywizji Piechoty z Bydgoszczy u prezydenta RP Ignacego Mościckiego; maj 1935

15 Wielkopolska Dywizja Piechoty (15 DP) – wielka jednostka piechoty Armii Wielkopolskiej i Wojska Polskiego II RP.
W wyniku konsolidacji Wojska Polskiego 17 stycznia 1920 2 Dywizja Strzelców Wielkopolskich została przemianowana na 15 Dywizję Piechoty.

W okresie  międzywojennym dowództwo 15 DP stacjonowało w Poznaniu. W jej skład w 1923 wchodziły: 59 pp, 61 pp i 62 pułk piechoty.

W czasie kampanii wrześniowej dywizja walczyła w składzie Armii „Pomorze”. Od 2 września broniła przedmościa bydgoskiego, a od 6 września osłaniała grupę armii „Poznań-Pomorze” od północy i powstrzymywała uderzenia III Korpusu Armijnego pod Śmiłowicami i Szczytnem. Toczyła boje pod Dobrzykowem z niemiecką 3 Dywizją Piechoty. Po przekroczeniu Bzury osłaniała przeprawy dla reszty Armii „Poznań” i „Pomorze”. Brała udział w obronie Warszawy.

## Formowanie dywizji
6 marca 1919 głównodowodzący Siłami Zbrojnymi w b. zaborze pruskim, generał porucznik Józef Dowbor-Muśnicki rozkazał „przystąpić niezwłocznie do sformowania 2 Dywizji Strzelców Wielkopolskich z 4, 5 i 6 pułku strzelców”. Po zjednoczeniu armii Wielkopolskiej z Wojskiem Polskim w grudniu 1919 otrzymała numer piętnasty. W jej skład weszły 59., 60., 61. i 62 pułk piechoty.

## Walki o granice
Organizacja wojenna dywizji w latach 1919–1921
- dowództwo 15 Dywizji Piechoty Wielkopolskiej
  - gen. Władysław Jung
- XXIX Brygada Piechoty
- XXX Brygada Piechoty
- XV Brygada Artylerii
- XV batalion saperów
- jazda dywizyjna
- kolumny taborów: 713, 714; 48 warsztat taborowy
- szpital polowy nr 705
- urząd gospodarczy
- szpital koni
- kolumna samochodowa nr 69

Podczas polskiej ofensywy na Kijów w kwietniu 1920 walczyła pod Berdyczowem z bolszewicką 44 Dywizją Strzelecką. W dniach odwrotu wojsk polskich wchodziła w skład grupy gen. Junga. Od 2 do 7 sierpnia broniła Bugu pod Drohiczynem, następnie walczyła na przedmościu warszawskim. Podczas polskiej kontrofensywy, 20 sierpnia pod Prosienicą zadała ciężkie straty 5 Dywizji Strzelców, a 21 sierpnia pod Śniadowem rozbiła 11 Dywizję Strzelców. 22 sierpnia zdobyła Łomżę, zmuszając bolszewicką 15 Armię do zmiany kierunku odwrotu. W składzie grupy gen. Junga wzięła udział w polskiej ofensywie na Białorusi. walczyła między innymi w bitwie pod Wołkowyskiem.
59 pułk piechoty uczestniczył wraz z innymi oddziałami, na początku 1920, w wyzwalaniu Pomorza. Następnie prowadził walki na Ukrainie i Białorusi z bolszewikami. Dywizja uczestniczyła również w Bitwie Warszawskiej. Oddziały 15 DP pod dowództwem gen. Władysława Junga wyparły bolszewików ze znacznej części Mazowsza. 59 pp pod dowództwem płk. Wrzalińskiego pokonał bolszewików pod Duchnowem, Mińskiem Mazowieckim, Ostrowem oraz Łomżą.

### Mapy walk dywizji w 1920

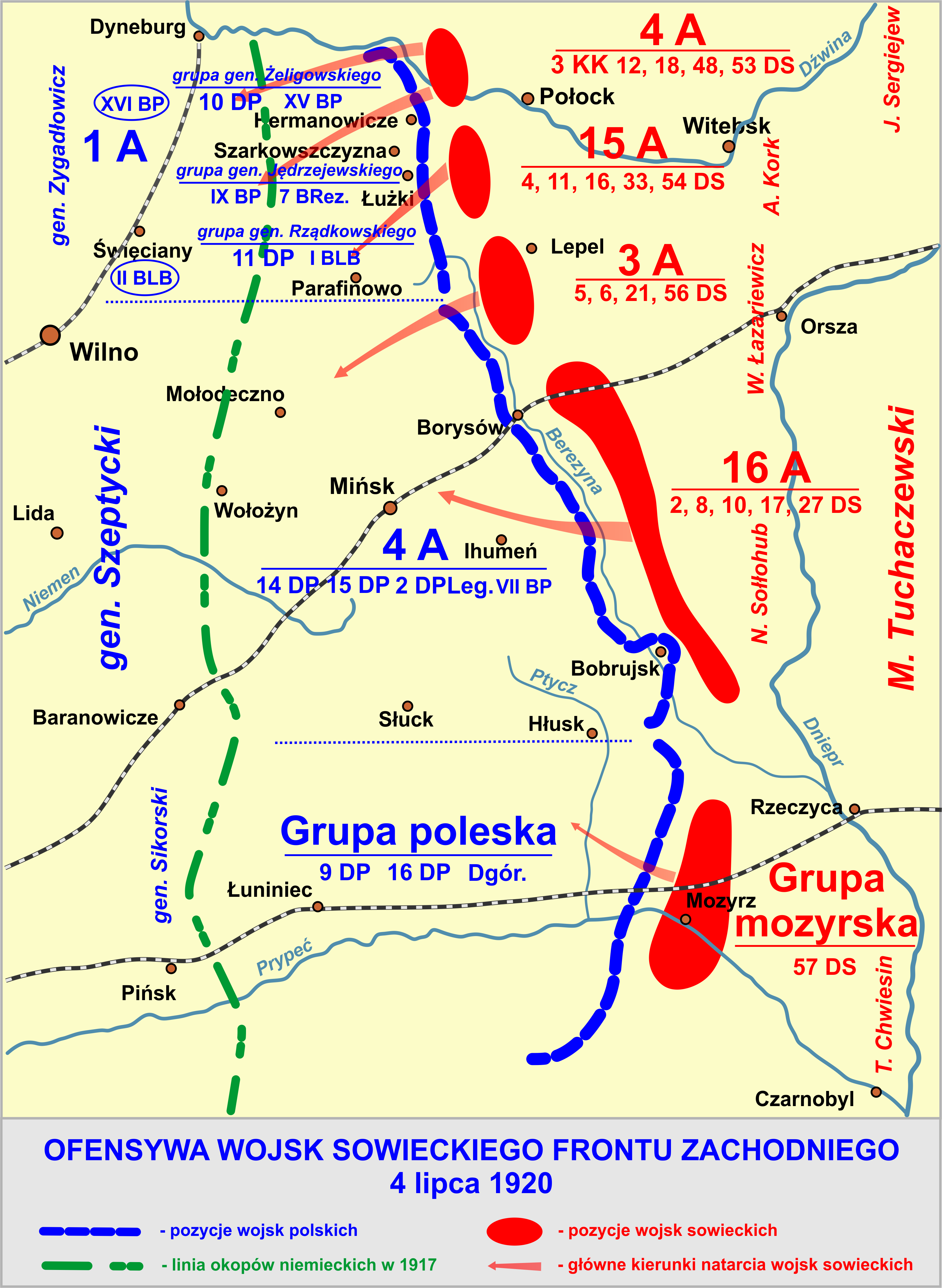
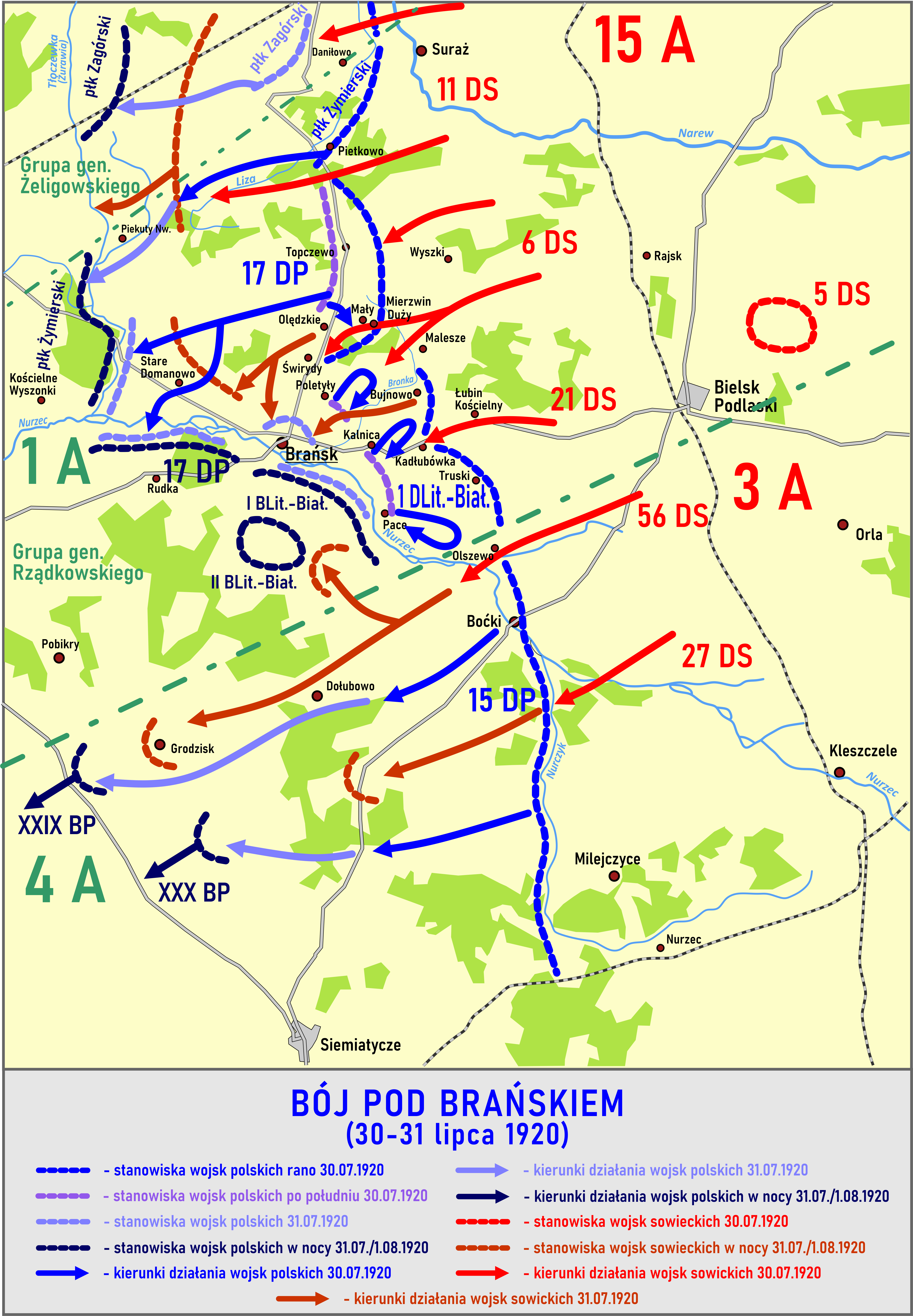
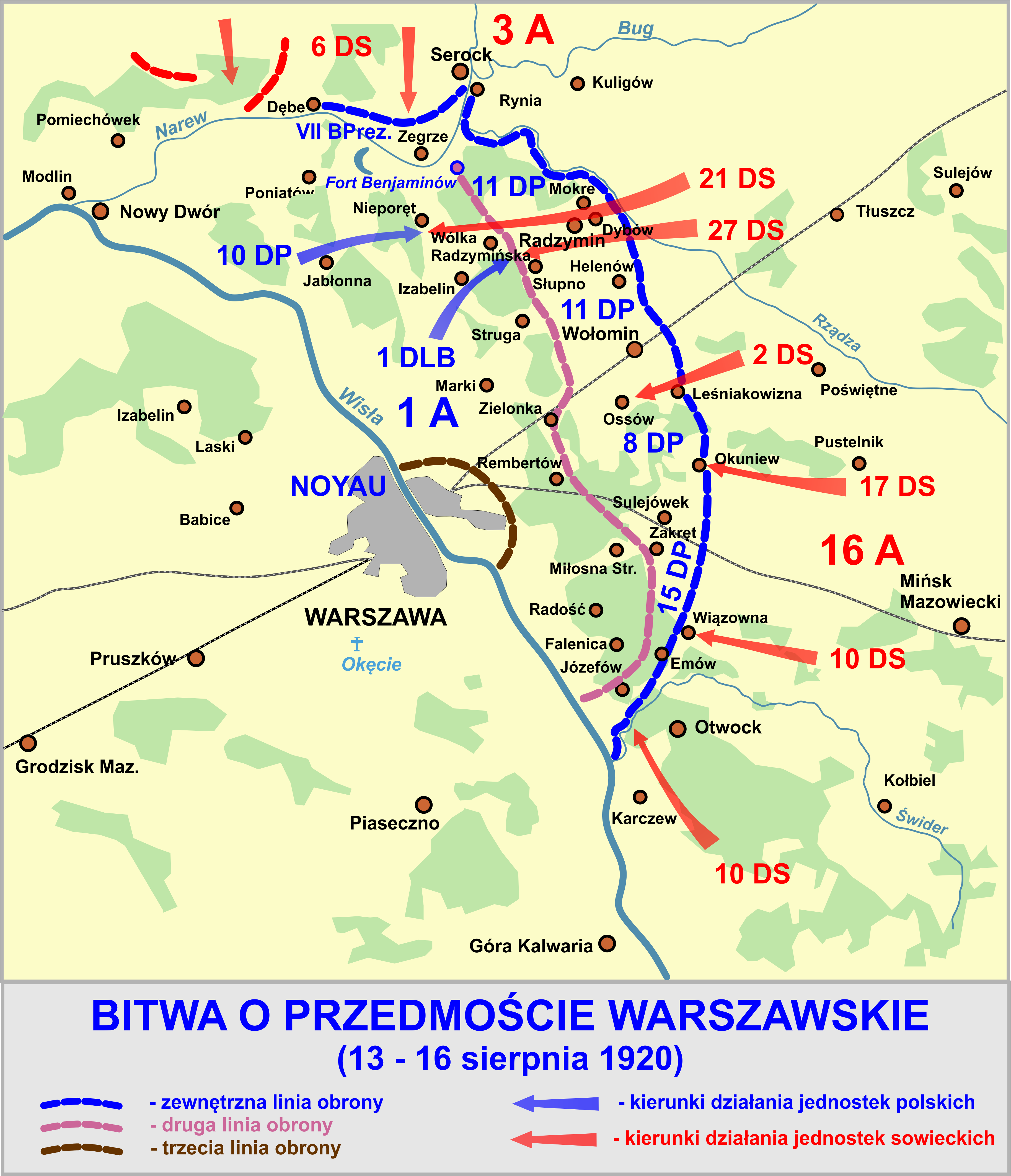
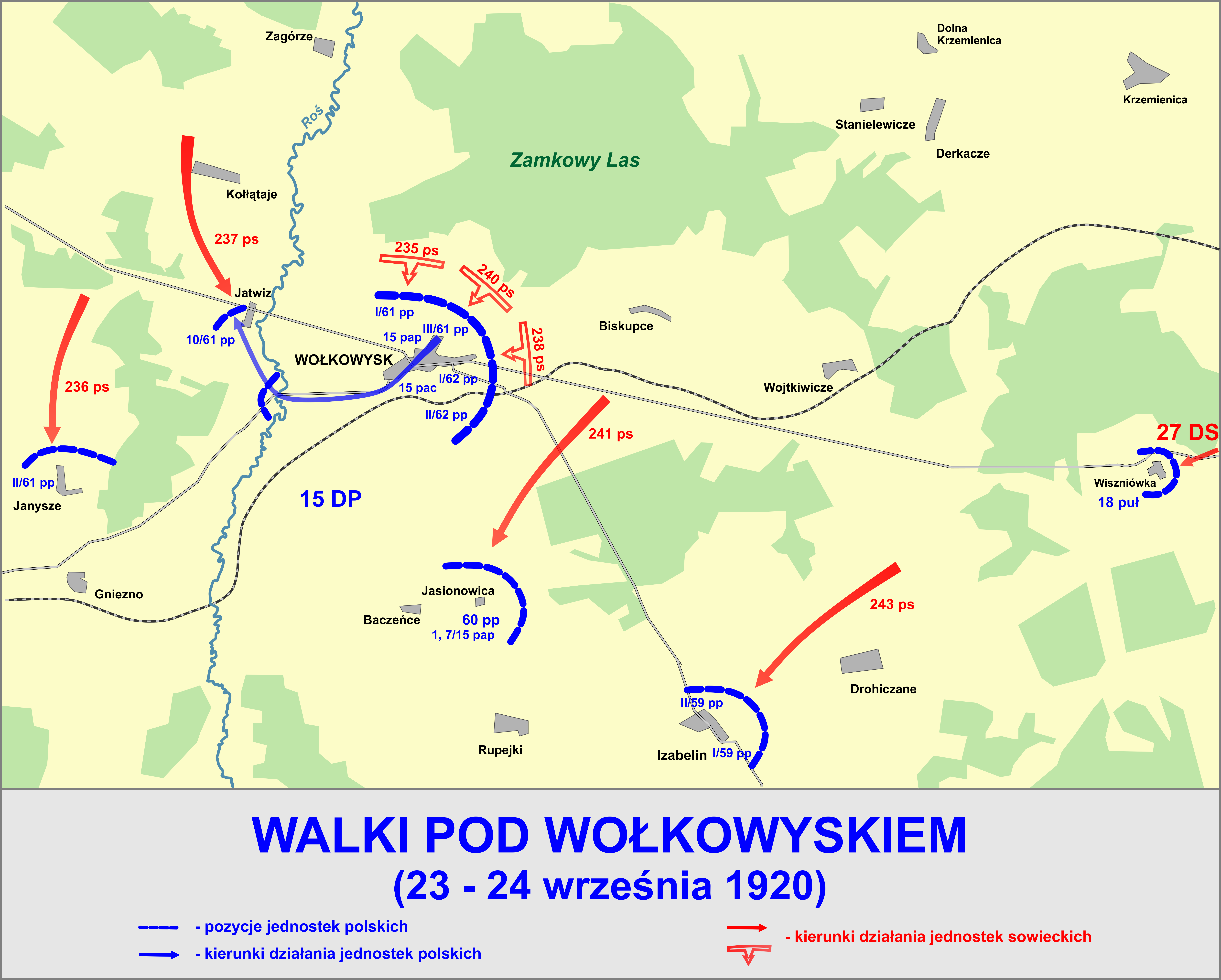
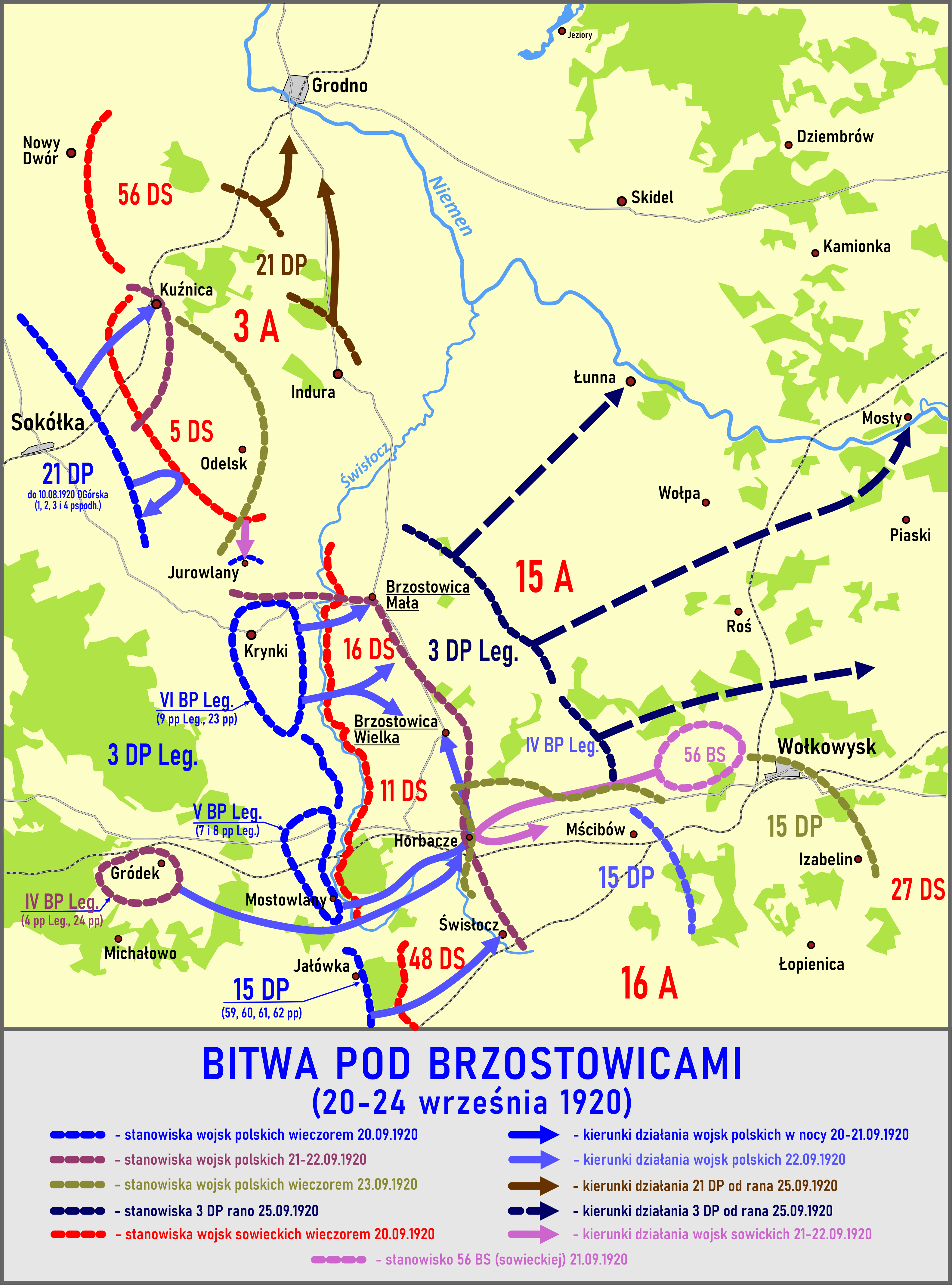
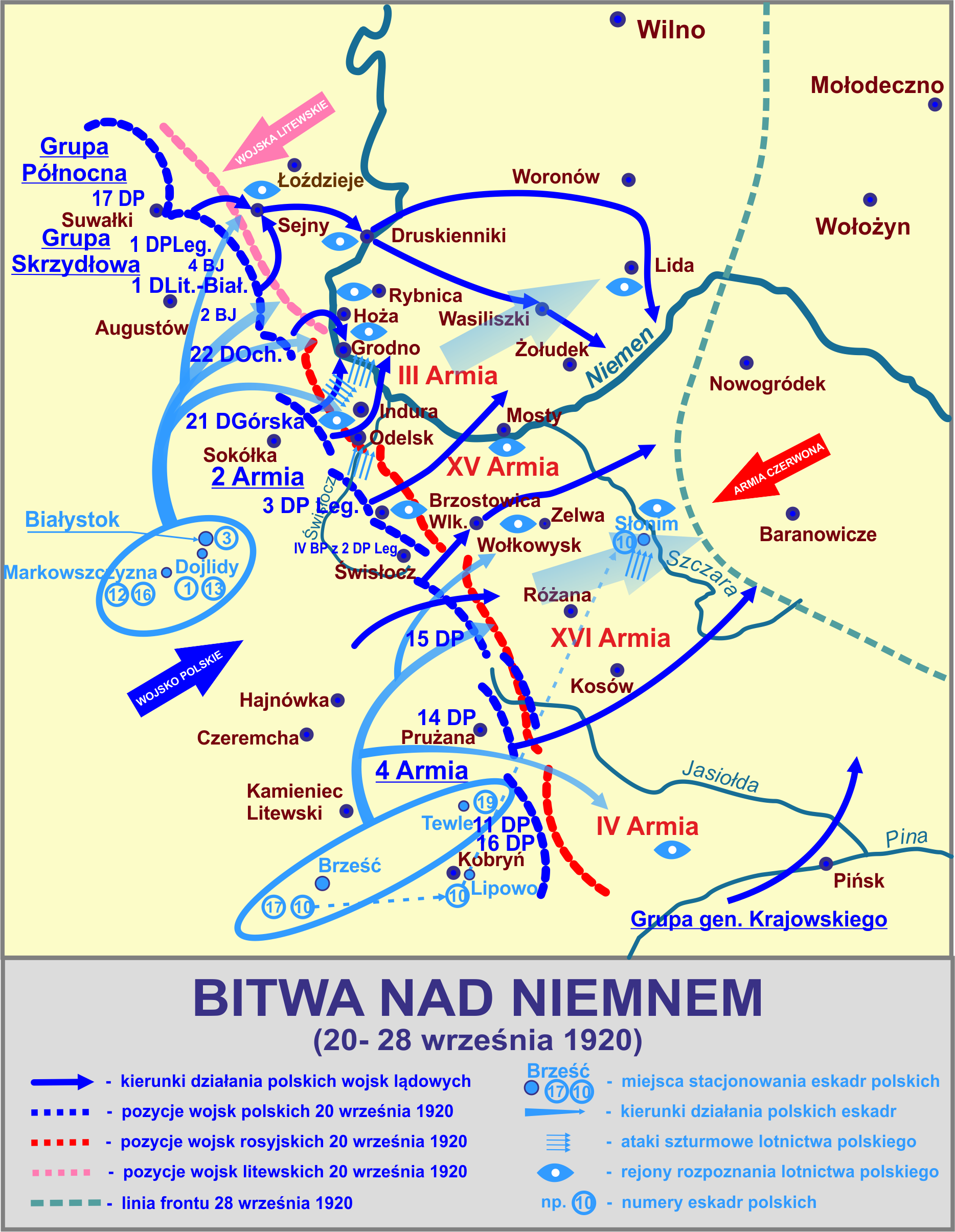
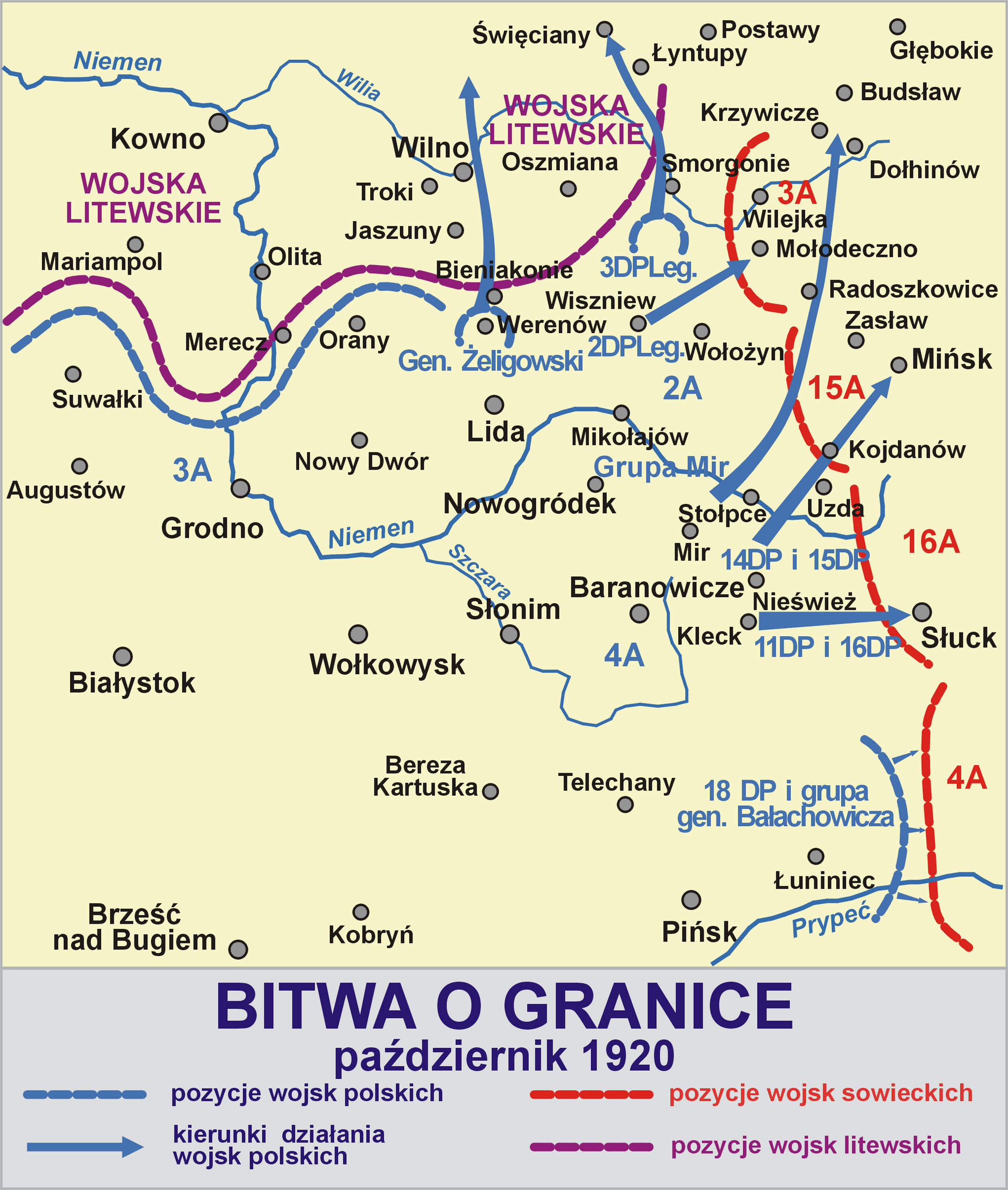

## Dywizja w okresie pokoju
W związku z pokojową reorganizacją Wojska Polskiego z 18 października 1920 r. z dywizji wyłączono 60 pp i przekazano do 25 Dywizji Piechoty.

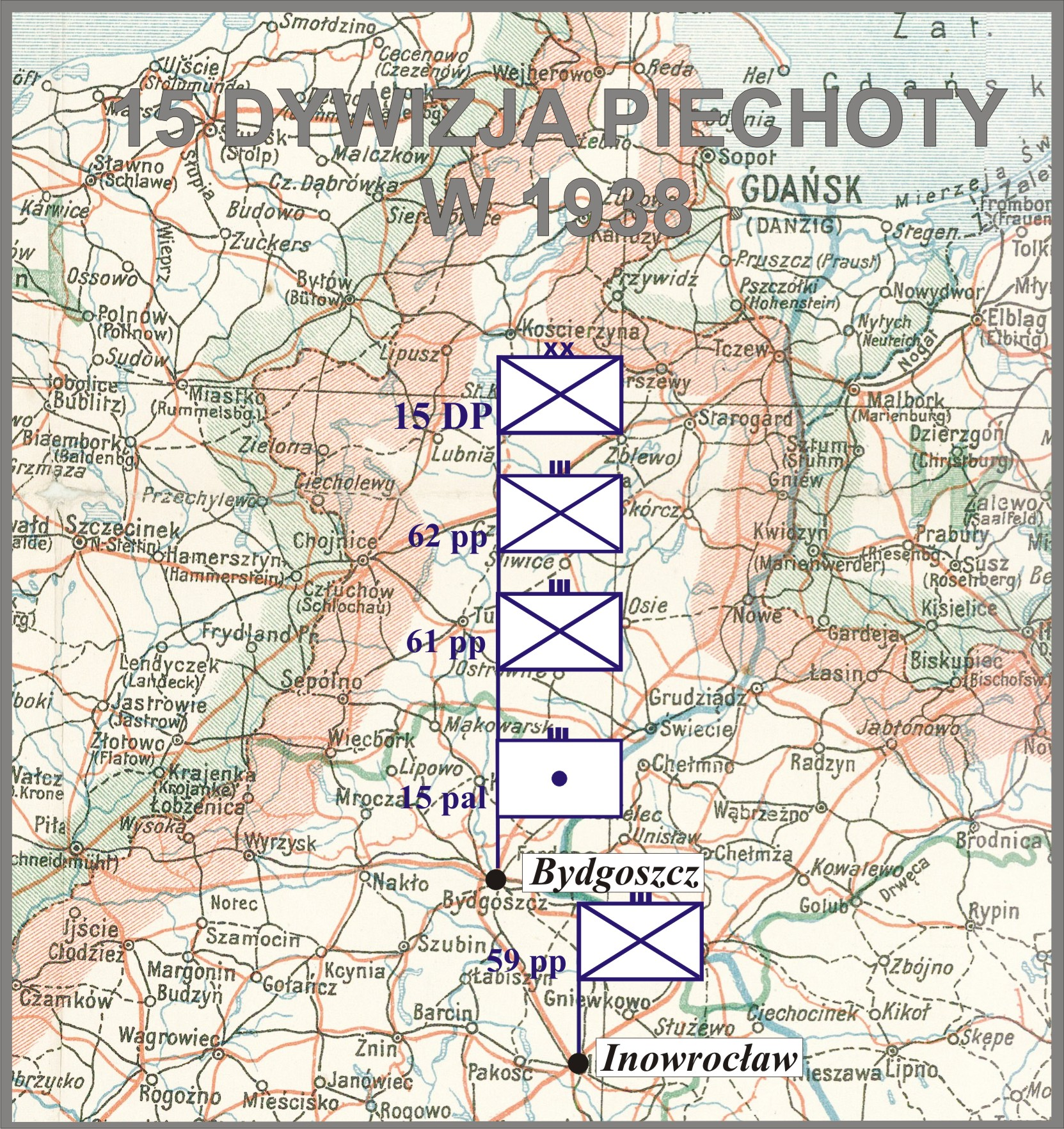
15 DP w 1938

W okresie II RP sztab 15 DP mieścił się w Bydgoszczy, a jej oddziały stacjonowały w Bydgoszczy i Inowrocławiu (59 pp).

## Dywizja w kampanii wrześniowej 1939

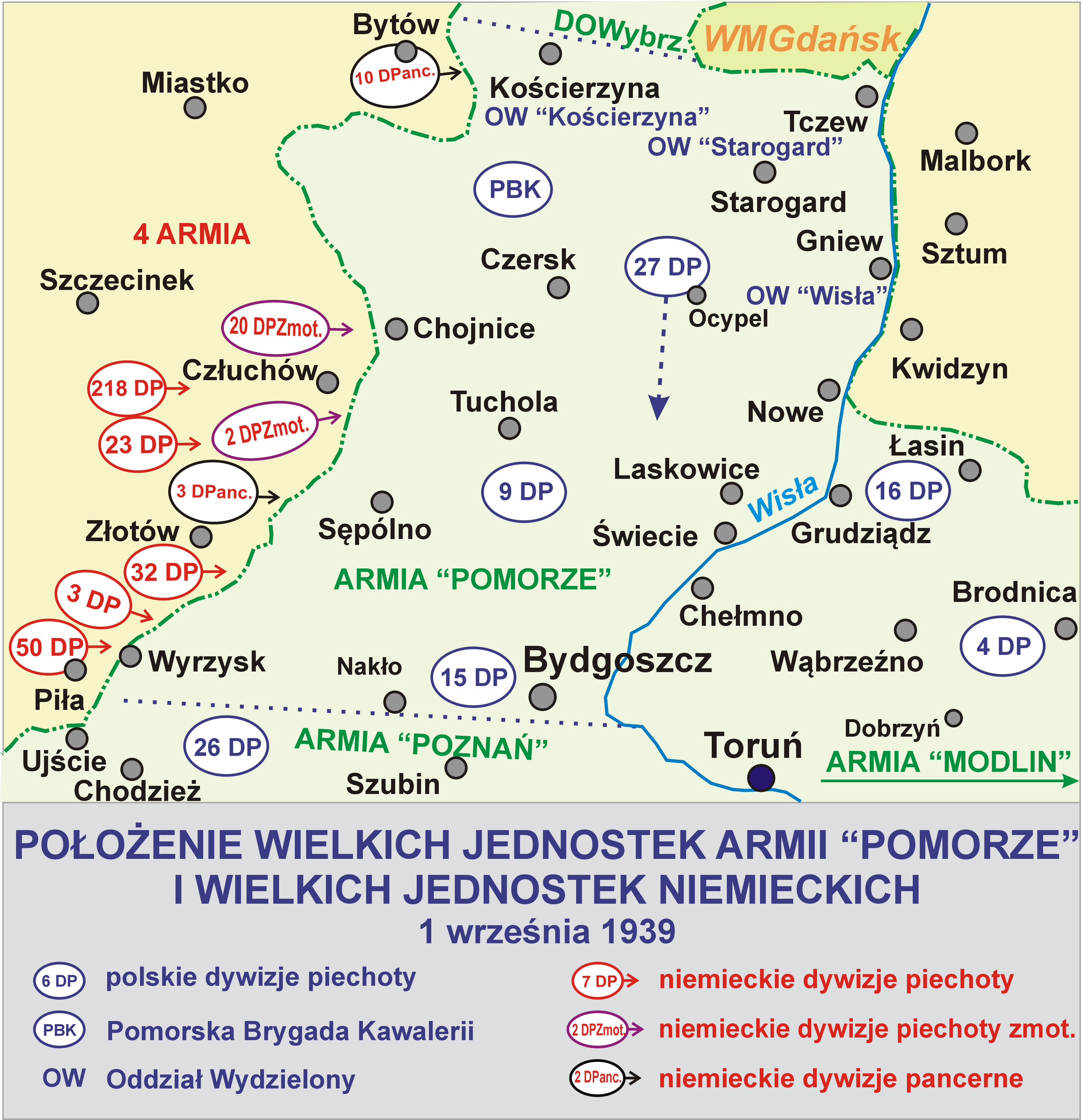
Dywizja walczyła w składzie Armii „Pomorze”

Po zakończeniu mobilizacji dywizję przydzielono do Armii „Pomorze", w której składzie otrzymała zadanie osłony Bydgoszczy od zachodu w oparciu
o lasy na linii Tryszczyn – Kruszyn, między Brdą a Kanałem Bydgoskim. Oddział wydzielony miał bronić przejść przez Noteć pod Nakłem.
Wzmocnienie stanu osobowego dywizji nastąpiło w marcu 1939 w związku z zatrzymaniem po ćwiczeniach wiosennych roczników przeszkolonych. Etaty wojenne dywizja osiągnęła 24 sierpnia na drodze mobilizacji alarmowej (tzw. „kartkowej”). Dywizja wchodziła w skład Armii „Pomorze”; przed dywizją postawiono następujące zadania:
- obrony przyczółka bydgoskiego od zachodu na odcinku Trzemiętowo (wyłącz.) – Nakło (włącz.)
- utrzymania łączności z 9 DP
- utrzymania łączności z 26 DP z Armii „Poznań”.

Tuż przed wybuchem wojny dywizja obsadziła umocnienia wału obronnego na zachód od Osowej Góry. 31 sierpnia dywizja zajmowała stosunkowo silnie umocniony (stanowiska km, przeszkody przeciwczołgowe, rowy ciągłe dla piechoty) odcinek frontu:
- rejon styku z 9 DP – Trzemiętowo (wyłącz.)
- przedpole – pozycja ryglowa – odcinek Trzemiętowo – Wojnowo
  - 62 pp (bez baonu) wzmocniony batalionem ON „Bydgoszcz” i 15 pal (bez dyonu)
- główna pozycja obronna między Brdą a Kanałem Bydgoskim – odcinek Tryszczyn – Kruszyn
  - 61 pp wzmocniony baonem 62 pp, dwie baterie 15 pal
- rejon styku z 26 DP – Nakło (włącz.)
  - OW „Tur” III/59 pp, batalion ON „Nakło”, jedna bateria 15 pal
- m.p. dowództwa dywizji – Bydgoszcz
- odwód dowódcy dywizji – rejon Smukały
  - 59 pp (bez baonu)
- rejon ześrodkowania oddziałów rozpoznawczych – Mrocza
  - kawaleria dywizyjna, kompania kolarzy, zmot. kompania saperów, zmot. kompania piechoty (improwizowana – z 61 pp)

1–8 września

Bój o przedmoście bydgoskie

1 i 2 września dywizja obsadzająca przyczółek bydgoski skutecznie odpierała ataki niemieckiego III Korpusu Armijnego składającego z: 50 DP i Brygady „Netze”. 
Jednocześnie jej pododdziały pozostające w Bydgoszczy, w tym batalion rezerwy 62 pp i 88. batalion wartowniczy, uczestniczyły w zaciętych walkach w mieście z niemieckimi dywersantami (tzw. „Krwawa Niedziela”). 3 września dywizja otrzymała rozkaz do wycofania się na linię Brdy i Kanału Bydgoskiego. Następnie wycofała się na Toruń. Tu była stale atakowana przez niemiecką 50 DP. 5 września wraz z 26 DP weszła w skład GO gen. Z. Przyjałkowskiego. Od 6 września miała cofać się do Inowrocławia i Kruszwicy, a następnie na Łanięta. Ostatecznie jednak jednostka skierowała się wzdłuż Wisły, 6 IX broniąc w Puszczy Bydgoskiej pozycji między Solcem Kujawskim a Kobylarnią przed atakami 50 DP. Następnego dnia dywizja stanęła w Gniewkowie, otrzymując rozkaz przejścia do rejonu Radziejów – Zakrzewo. 8 IX po utarczce kolarzy dywizyjnych z niemieckimi motocyklistami dywizja skierowała się w kierunku Brześcia Kujawskiego, który minęła w nocnym marszu. 9 IX Dywizja nie miała styczności z wrogiem, a w nocy 9/10 IX odeszła na linię między jeziorami Borzymowskim i Szczytnowskim.
9–18 września
Dywizja wzięła udział w bitwie nad Bzurą, osłaniając (wraz z 27 DP) od 11 września w składzie Grupy Operacyjnej gen. Tokarzewskiego-Karaszewicza tyły polskiego zgrupowania od północy i zachodu. Tego dnia dywizja odrzuciła 2 natarcia wroga pod Śmiłowicami (gdzie 59 pp odrzucił niemiecką 50 DP) i pod Szczytnem (walki 62 pp z niemiecką 208 DP). 12 IX Dywizja stoczyła poważną walkę na froncie 61 pp i batalionu 86 wspieranych przez I dywizjon 15 pal i 15 dac od Boniewa po Szczytno. Pod naciskiem dwóch pułków niem. 208 DP utracono Szczytno, lecz przeciwnatarciem odwodów miejscowość odzyskano, zadając niem. 338 pp ciężkie straty. Po walce pozostawiono na zachód od Kowala 62 pp w celu osłony południowego skrzydła 27 DP, natomiast zasadniczy trzon dywizji ruszył o 21:00 przez Łanięta do rejonu wsi Strzelce. Tego samego dnia generałowie Bortnowski i Kutrzeba ustalili, że 15 DP wraz z całą Armią „Pomorze” (tj. razem z 4, 16 DP i Wielkopolską BK) po niezbędnym przegrupowaniu (15 DP miała być 13 IX przerzucona transportem samochodowym do Łowicza), w nocy z 13 na 14 IX uderzy przez Łowicz i Skierniewice. W nocy z 14 na 15 września 61 pp atakował pod Gąbinem w celu zlikwidowania niemieckiego przyczółku pod Płockiem. Jednakże w drodze na podstawy wyjściowe pododdziały pogubiły się i wyszły z lasu gąbińskiego nie jednocześnie, często na zbieżnych kierunkach. Nic więc dziwnego, że nie zdołały usunąć niemieckich ubezpieczeń, wymieszały się z nimi i utknęły na podejściach do Dobrzykowa. Wyprowadzony o świcie silny kontratak niemiecki odrzucił zdziesiątkowane kompanie 61 pp z powrotem na skraj lasu. Zamiar likwidacji przyczółka stał się całkowicie nierealny po rozkazie dowódcy Armii „Poznań” gen. Tadeusza Kutrzeby, wyłączającym 15 DP ze składu GO. Dywizja do końca 15 września pozostała na pozycjach obronnych, a wieczorem wyruszyła do wskazanego jej rejonu wyjściowego na wschód od Iłowa (Biała Góra–Budy Stare), gdzie miała być użyta do natarcia przez Bzurę. Wieczorem 16 i 17 września dywizja nacierała przez Bzurę celem utworzenia przyczółka – 62 pp przez Brochów atakował w kierunku na Wólkę Smolaną, a 61 pp walczył pod Konarami, ponosząc ogromne straty. Nie mogąc wywalczyć przyczółka, dywizja skierowała się na północ i zdążyła jeszcze pod osłoną 25 DP przeprawić się za Bzurę w Witkowicach.
19–22 września
19 września pod Palmirami resztki dywizji zebrały się bez ciężkiego sprzętu w liczbie ok. 1500 żołnierzy. Miały przedzierać się do Warszawy przez Mościska – Laski – Błota Leśne. W związku z tym przemaszerowały przez Laski i Wólkę Węglową. Jednak obrona niemiecka była tutaj wyjątkowo silna, natarcie utknęło i trzeba było szukać przejścia gdzie indziej. Po przegrupowaniu ruszono i dotarto bez przeszkód od Bielan i Wawrzyszewa.
23–28 września
Po osiągnięciu stolicy dywizja została odtworzona w ramach Armii „Warszawa” i przesunięta do odwodu. Stacjonowała w rejonie Cmentarza Powązkowskiego. Walczyła w obronie Warszawy do jej kapitulacji 28 września.

### Organizacja wojenna dywizji we wrześniu 1939
- kwatera główna 15 DP
- kompania asystencyjna nr 209
  - dowódca kompanii – ppor. piech. Roman Dudziak[12]
  - zastępca dowódcy kompanii – ppor. piech. rez. Edward Sobkowiak[12]
- 59 pułk piechoty
- 61 pułk piechoty
- 62 pułk piechoty
- 15 pułk artylerii lekkiej
- 15 dywizjon artylerii ciężkiej
- 15 batalion saperów
- 15 bateria artylerii przeciwlotniczej motorowa typ A
- szwadron kawalerii dywizyjnej nr 15 – mjr kaw. Jan Kazimierz Paszotta (do 4 marca 1938 roku – Kazimierz Paszota-Panieński)
- kompania kolarzy nr 82
- samodzielna kompania km i broni towarzyszących nr 82
- kompania telefoniczna 15 DP – por. Michał Zygmunt Janicki
- pluton łączności KG 15 DP – por. łącz. Jan Wojciech Koprowski
- pluton radio 15 DP – por. łącz. Józef Zaborowski
- drużyna parkowa łączności 15 DP
- pluton pieszy żandarmerii nr 15 – kpt. żand. Karol Gabriel Waguła
- służby i zakłady dywizji

Pododdziały przydzielone:
- Bydgoski batalion ON
- baon piechoty typ spec. nr 86
- 81 samodzielna kompania czołgów rozpoznawczych
- 46 eskadra obserwacyjna (bez I plutonu)

## Obsada personalna dowództwa dywizji
Dowódcy dywizji
- gen. ppor. Kazimierz Grudzielski (12 III – 25 VI 1919)
- płk Albin Marian Jasiński (25 VI 1919 – 2 VI 1920 → Stacja Zborna dla Oficerów w Warszawie)
- gen. bryg. / gen. dyw. Władysław Jung (27 IV 1920 – 4 VI 1924)
- gen. bryg. Wiktor Thommée (15 VIII 1924 – 1934)
- płk / gen. bryg. Jan Chmurowicz (XII 1934 – VIII 1937)
- gen. bryg. Zdzisław Wincenty Przyjałkowski (do IX 1939)

Dowódcy piechoty dywizyjnej
- płk piech./gen. bryg. Jan Tabaczyński (od VII 1923[14] – V 1925 → dowódca 20 DP)
- płk piech. Kazimierz Łukoski (VIII 1925 – 7 III 1927 → dowódca 11 DP)
- kontradm. Wacław Kłoczkowski (7 III – VII 1927 → stan spoczynku)
- płk dypl. Henryk Pomazański (VII 1927 – XII 1934 → pomocnik dowódcy Okręgu Korpusu nr I do spraw uzupełnień)
- płk dypl. Józef Jaklicz (XII 1934 – X 1935 → szef Oddziału III SG WP)
- płk piech. Albin Skroczyński (1936–1939)

Szefowie sztabu
- mjr SG Józef Jaklicz (od IV 1920)
- Stanisław Nilski-Łapiński (IV 1920 – 1921)
- kpt. SG Tadeusz Kadyi de Kadyihàza (od IV 1921)
- mjr Jan Pryziński (był w V 1921)
- kpt. SG Jan Maliszewski (III - X 1923 → słuchacz KD WSWoj)
- mjr SG Stanisław Marian Krzysik (X 1923 – 18 VI 1925 → szef sztabu 4 DP)
- mjr SG Jan Maliszewski (18 VI – 1 X 1925 → dowódca I/62 pp)
- mjr SG Zygmunt Berling (1 X 1925 – II 1927 → szef Oddziału Wyszkolenia Sztabu DOK nr V)
- mjr dypl. Władysław Bartosik (X 1927 – IV 1929 → szef Oddziału Wyszkolenia Dowództwa KOP)
- mjr dypl. Wiktor Pawłowicz (IV 1929 – III 1931)
- mjr dypl. Jan Karol Antoni Kozierowski (III 1931 – I 1934 → dowódca baonu w 59 pp)
- mjr dypl. Stanisław Sulma (od I 1934)
- mjr dypl. Józef Ullman (od 5 XI 1936)
- ppłk dypl. Józef Drotlew (od 8 XI 1938 do IX 1939 → Oflag VII A Murnau)

### Obsada personalna w marcu 1939 roku
Ostatnia „pokojowa” obsada personalna dowództwa dywizji:
| Stanowisko                  | Stopień, imię i nazwisko            |
| --------------------------- | ----------------------------------- |
| dowódca dywizji             | gen. bryg. Zdzisław Przyjałkowski   |
| dowódca piechoty dywizyjnej | płk Albin Skroczyński               |
| szef sztabu                 | ppłk dypl. Józef Drotlew            |
| I oficer sztabu             | kpt. dypl. Marian Budek             |
| II oficer sztabu            | kpt. Józef Walusz                   |
| komendant rejonu PW konnego | mjr kaw. Jan Kazimierz Paszotta     |
| dowódca łączności           | mjr łączn. Bohdan Starkiewicz       |
| oficer taborowy             | kpt. tab. Stanisław Marian Polny    |
| oficer intendentury         | kpt. int. Bolesław Pawlik-Gwozdecki |

### Obsada personalna Kwatery Głównej
Obsada personalna Kwatery Głównej 15 Dywizji Piechoty we wrześniu 1939 roku
- dowódca dywizji – gen. bryg. Zdzisław Wincenty Przyjałkowski
- oficer ordynansowy – kpt. br. panc. Jan Emilian Stolarczuk[18]
- I dowódca piechoty dywizyjnej – płk piech. Albin Skroczyński
- II dowódca piechoty dywizyjnej – płk dypl. kaw. Antoni Durski-Trzaska
- dowódca artylerii dywizyjnej – płk art. Wojciech Stachowicz
- oficer sztabu – mjr art. Jan Roman Zwarycz †20 IX 1939 Laski
- dowódca saperów dywizyjnych – mjr sap. Jan Guderski
- dowódca kawalerii dywizyjnej – mjr kaw. Jan Kazimierz Paszota-Panieński
- szef sztabu – ppłk dypl. piech. Józef Drotlew
- oficer operacyjny – kpt. dypl. Marian Edmund Budek †20 IX 1939 Laski
- oficer informacyjny – por. Aleksander Kowalski
- dowódca łączności – mjr łącz. Bohdan Starkiewicz
- kwatermistrz – kpt. dypl. piech. Tadeusz Zachara †20 IX 1939 Sieraków
- szef służby intendentury – kpt. int. z WSW Bolesław Pawlik-Gwozdecki
- szef służby zdrowia – mjr lek. dr Bohdan Wacław Zakrzewski
- szef służby weterynaryjnej – mjr lek. wet. Bronisław Sapeta (lekarz weterynarii 11 dak)
- komendant kwatery głównej – mjr Kazimierz Bielawski

### Żołnierze Dywizji (w tym OZ) – ofiary zbrodni katyńskiej
Biogramy zamordowanych znajdują się na stronie internetowej Muzeum Katyńskiego
| Nazwisko i imię | stopień      | zawód             | miejsce pracy przed mobilizacją | zamordowany |
| --------------- | ------------ | ----------------- | ------------------------------- | ----------- |
| Goc Ryszard     | podporucznik | żołnierz zawodowy |                                 | Charków     |
| Szulc Florian   | major        | żołnierz zawodowy |                                 | Charków     |